# Priolepis cincta
Priolepis cincta es una especie de peces de la familia de los Gobiidae en el orden de los Perciformes.

## Morfología
Los machos pueden llegar a alcanzar los 7 cm de longitud total.

## Distribución geográfica
Se encuentra desde el África Oriental y el Mar Rojo hasta Tonga, el sur del Japón y la Gran Barrera de Coral.

## Observaciones
Es inofensivo para los humanos.